# The Madding Crowd
The Madding Crowd è il quarto album in studio del gruppo musicale statunitense Nine Days, pubblicato il 16 maggio 2000 dall'etichetta discografica 550 Music.

## Tracce
1. So Far Away – 3:56 (John Hampson, Brian Desveaux)
2. Absolutely (Story of a Girl) – 3:09 (John Hampson)
3. If I Am – 4:18 (John Hampson)
4. End Up Alone – 3:57 (John Hampson, Brian Desveaux)
5. Sometimes – 5:14 (Brian Desveaux)
6. Bob Dylan – 4:35 (Brian Desveaux, Bob Dylan)
7. 257 Weeks – 4:04 (John Hampson)
8. Bitter – 6:21 (Brian Desveaux)
9. Back to Me – 4:00 (Brian Desveaux)
10. Crazy – 4:14 (John Hampson, Brian Desveaux)
11. Revolve – 3:54 (John Hampson)
12. Wanna Be – 6:03 (Brian Desveaux)

## Classifiche
| Classifica (2000) | Posizione massima |
| ----------------- | ----------------- |
| Stati Uniti       | 67                |